# 温琴佐·贝利尼纪念碑
37°30′27.0″N 15°05′11.8″E / 37.507500°N 15.086611°E

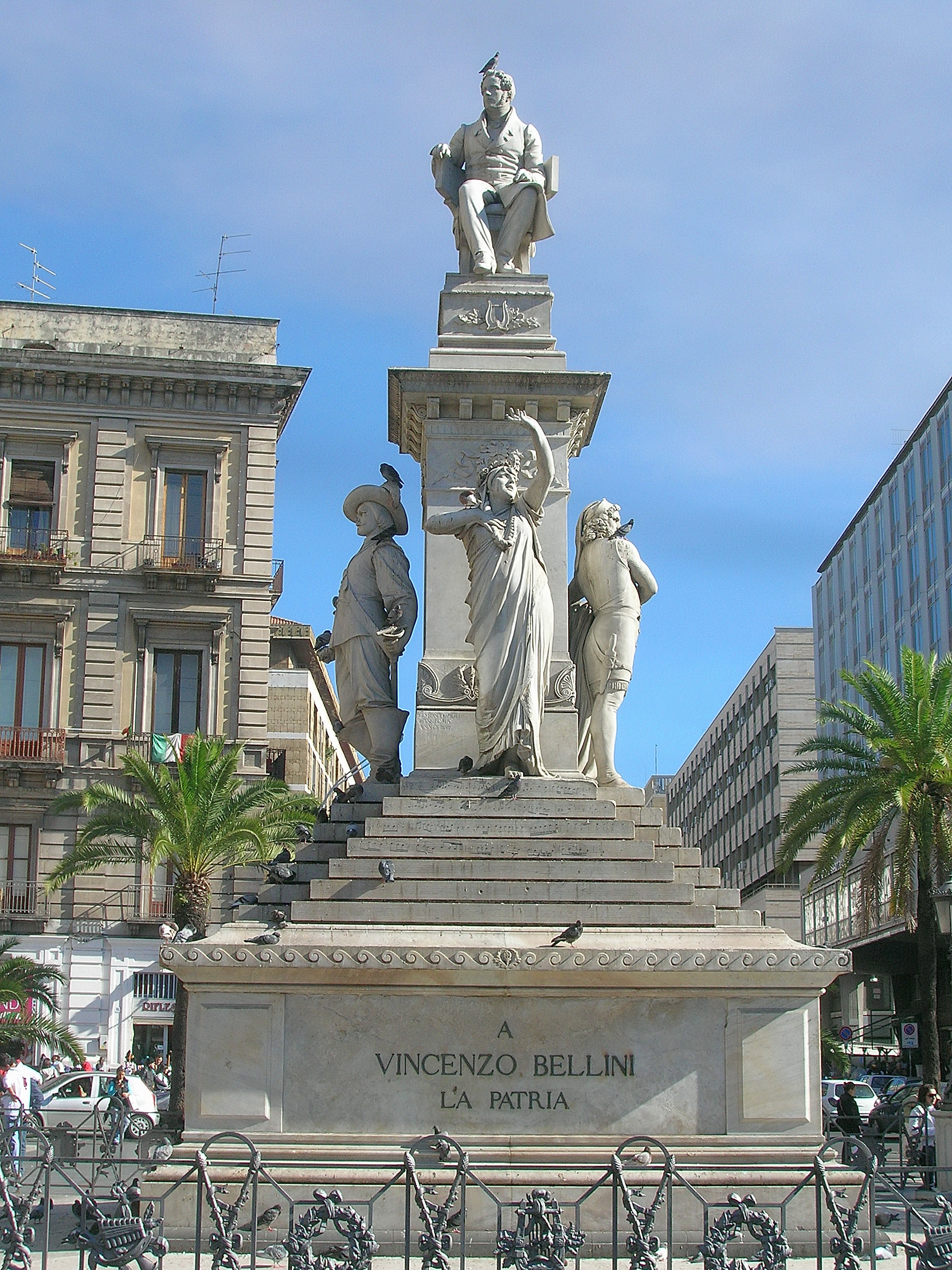
斯特西克鲁斯广场温琴佐·贝利尼纪念碑

温琴佐·贝利尼纪念碑（Monumento a Vincenzo Bellini）位于卡塔尼亚斯特西克鲁斯广场的东部。

## 历史
纪念碑是由卡塔尼亚市委托雕塑家朱利奥·蒙特沃德（Giulio Monteverde）创作，1882年9月21日安放。一些卡塔尼亚人曾希望将其安放在当时正在建造中的马西莫贝利尼剧院前，而不是取代主教座堂广场的大象喷泉。最终的结果是美化斯特西克鲁斯广场。

## 纪念碑
纪念碑用白色大理石建造，七个台阶象征音符，顶部是温琴佐·贝利尼坐像，下面四个雕像代表其四部著名作品：《诺尔玛》、《清教徒》、《梦游女》（La sonnambula）和Il pirata。